# Erwin Schrödinger
Erwin Rudolf Josef Alexander Schrödinger (Vienna, 12 agosto 1887 – Vienna, 4 gennaio 1961) è stato un fisico austriaco, fra i maggiori del XX secolo per i fondamentali contributi alla meccanica quantistica e, in particolare, per l'equazione che porta il suo nome, grazie alla quale vinse il premio Nobel per la fisica nel 1933.

## Biografia

### Gioventù
Nacque a Vienna (Erdberg) nel 1887, da Rudolf, produttore di tela cerata e botanico, e da Georgine Emilia Brenda Bauer, figlia di Alexander, professore di chimica alla Technische Hochschule di Vienna. Fino agli undici anni ricevette un'istruzione privata, poi dal 1898 frequentò l'Akademisches Gymnasium dove dimostrò subito d'essere un eccellente studente, specie in matematica e fisica. La nonna materna era inglese e, grazie alla madre ed alle zie, Erwin parlava fluentemente la lingua; imparò anche il francese e lo spagnolo. Tra il 1906 e il 1910 studiò a Vienna con Franz Serafin Exner (1849 - 1926) e Fritz Hasenöhrl (1874 - 1915), allievo di Ludwig Boltzmann. Condusse inoltre lavori sperimentali con Karl Wilhelm Friedrich Kohlrausch. Nel maggio del 1910 ottenne il dottorato, con la tesi Sulla conduzione dell'elettricità sulla superficie degli isolatori in aria umida. Nel 1911 diventò assistente di Exner; scriverà più avanti, a proposito di quell'esperienza: «Faccio parte di quei teorici che sanno per conoscenza diretta che cosa significa fare una misura.»
Nel 1914 conseguì l'Habilitation (venia legendi). Dal 1914 al 1918 combatté, da parte austriaca, nella prima guerra mondiale. Il 6 aprile 1920 sposò Annemarie Bertel. Non sarebbe mai stato un marito fedele, essendo attorniato da amanti, alcune delle quali convissero con lui e la moglie dandogli anche dei figli.
Sempre nel 1920, 33enne, diventò assistente di Max Wien all'Università di Jena e, nel settembre dello stesso anno, divenne "Ausserordentlicher Professor" (professore straordinario) all'Università di Stoccarda.

### Maturità
Einstein e Planck si dimostrarono entusiasti del lavoro di Schrödinger. Sommerfeld, dopo iniziali titubanze, dichiarò: «Sebbene la verità della meccanica delle matrici sia indubitabile, il compito di padroneggiarla è estremamente complesso e terribilmente astratto. Schrödinger è ora venuto in nostro aiuto.» L’entusiasmo tra gli scienziati per la meccanica ondulatoria di Schrödinger (il termine, in tedesco Wellenmechanik, fu usato per la prima volta da Schrödinger il 20 febbraio 1926) risiedeva soprattutto nel fatto che appariva meglio visualizzabile rispetto al "freddo" calcolo delle matrici di Heisenberg. Si crearono tuttavia degli attriti fra la visione “graduale” dei fenomeni atomici di Schrödinger e quella "discontinua" dei salti quantici di Heisenberg. A proposito della differenza tra le due teorie, Heisenberg infastidito commentò: «Più penso agli aspetti fisici della teoria di Schrödinger, più repellenti li trovo. Quel che Schrödinger scrive della visualizzabilità della sua teoria non è probabilmente del tutto esatto, in altri termini sono cretinate.» Dal canto suo Schrödinger affermò: «Non posso immaginare che un elettrone salti qua e là come una pulce.» Chi alla fine fece da paciere tra i due fisici fu Niels Bohr, che invitò Schrödinger a Copenaghen per discutere della sua versione della fisica dei quanti.
Nel 1921 diventò professore ordinario all'Università di Breslavia, allora in Germania. Nel 1922 passò all'Università di Zurigo.
Nel 1925, grazie a un suggerimento di Peter Debye, si accorse della necessità di associare all'ipotesi di de Broglie dell'onda di materia un’equazione che ne descrivesse l'evoluzione ondulatoria. Così, dopo diversi tentativi, il 13 marzo 1926 pubblicò, sugli Annalen der Physik, il lavoro (in diverse parti) "Quantisierung als Eigenwertproblem" (Quantizzazione come problema agli autovalori), che espone quella che sarà chiamata equazione di Schrödinger, formulata durante uno dei frequenti soggiorni al sanatorio di Arosa a causa della tubercolosi (secondo altre fonti, in quei giorni, a causa dell’ennesima crisi coniugale, si ritirò in quella località con un’amante). Il successo dell'equazione fu immediato, dando il via alla meccanica ondulatoria e rivelandosi strumento versatile e fecondo in grado di spiegare moltissimi fenomeni, ma innescando una polemica con Werner Heisenberg, principale autore dell'altro quadro teorico della meccanica quantistica, la meccanica delle matrici (v. riquadro a lato); successivamente verrà dimostrata l'equivalenza delle due formulazioni, ad opera di Schrödinger medesimo, Paul Dirac e John Von Neumann.
Nel 1927 sostituì Max Planck all'Università Humboldt di Berlino. Al termine dell'incarico, nel 1933, dopo aver rifiutato le politiche antisemite naziste, decise di lasciare la Germania e diventò fellow al Magdalen College dell'Università di Oxford; nello stesso anno ricevette il Premio Nobel per la fisica, assieme a Paul Dirac, "per aver scoperto nuove, fruttuose forme della teoria atomica".
Nel 1934 tenne lezioni all'Università di Princeton, ma declinò l'offerta di una posizione permanente a causa del rifiuto della moglie. Nel 1935 formulò l'esperimento mentale, per il quale è tuttora famoso, denominato paradosso del gatto di Schrödinger, che evidenziava una possibile conseguenza logica paradossale dell'interpretazione di Copenaghen della meccanica quantistica.
Nel 1936 tornò in Austria, all'università di Graz. Nel 1938, dopo che Hitler aveva occupato l'Austria, ebbe ripercussioni per aver lasciato la Germania nel 1933, prova della sua opposizione al nazionalsocialismo e fu sottoposto a perquisizioni e investigazioni. In seguito, rinnegò la propria opposizione al regime (ma se ne pentì negli anni successivi) per poter lasciare l'Austria, ciò che gli consentì pure di ritirare la nomina a membro della Pontificia Accademia delle Scienze. Poi, sebbene il Terzo Reich lo avesse sconsigliato, abbandonò definitivamente il suo paese e, dopo essere passato per l'Italia (dove ricevette assistenza da Enrico Fermi) e la Svizzera, si recò a Oxford e quindi a Dublino, dove divenne direttore della scuola di fisica teorica all'Istituto di Studi Avanzati (Dublin Institute for Advanced Studies), rimanendovi fino al pensionamento.

### Ultimi anni
Nel 1944 scrisse What is Life? (che contiene il capitolo Negentropy, concepts for genetic code), testo di storia e filosofia della scienza molto importante in ambito biologico: contiene, infatti, la definizione della vita da un punto di vista fisico. Secondo le memorie di James D. Watson (DNA, The Secret of Life), fu proprio il libro di Schrödinger a dargli l'ispirazione per la ricerca dei geni, che portò alla scoperta della struttura a doppia elica del DNA.
Nel 1956 ritornò a Vienna dove l'università gli aveva istituito una cattedra "ad personam". Alla V Conferenza mondiale sull'energia, tenutasi a Vienna nello stesso anno, si rifiutò di parlare dell'energia nucleare a causa del suo scetticismo sul suo utilizzo, tenendo invece una conferenza filosofica.
Morì a Vienna di tubercolosi nel 1961, all'età di 73 anni. È sepolto ad Alpbach.

## Opere
- L'immagine del mondo, Boringhieri, Torino, 1963
- La mia visione del mondo. Il pensiero filosofico e gli scritti inediti, a cura di Bruno Bertotti, Milano, Garzanti, 1987, ISBN 978-88-11-59455-0.
- Che cos'è la vita?, Adelphi, Milano, 1995

## Riconoscimenti
- Premio Nobel per la fisica 1933

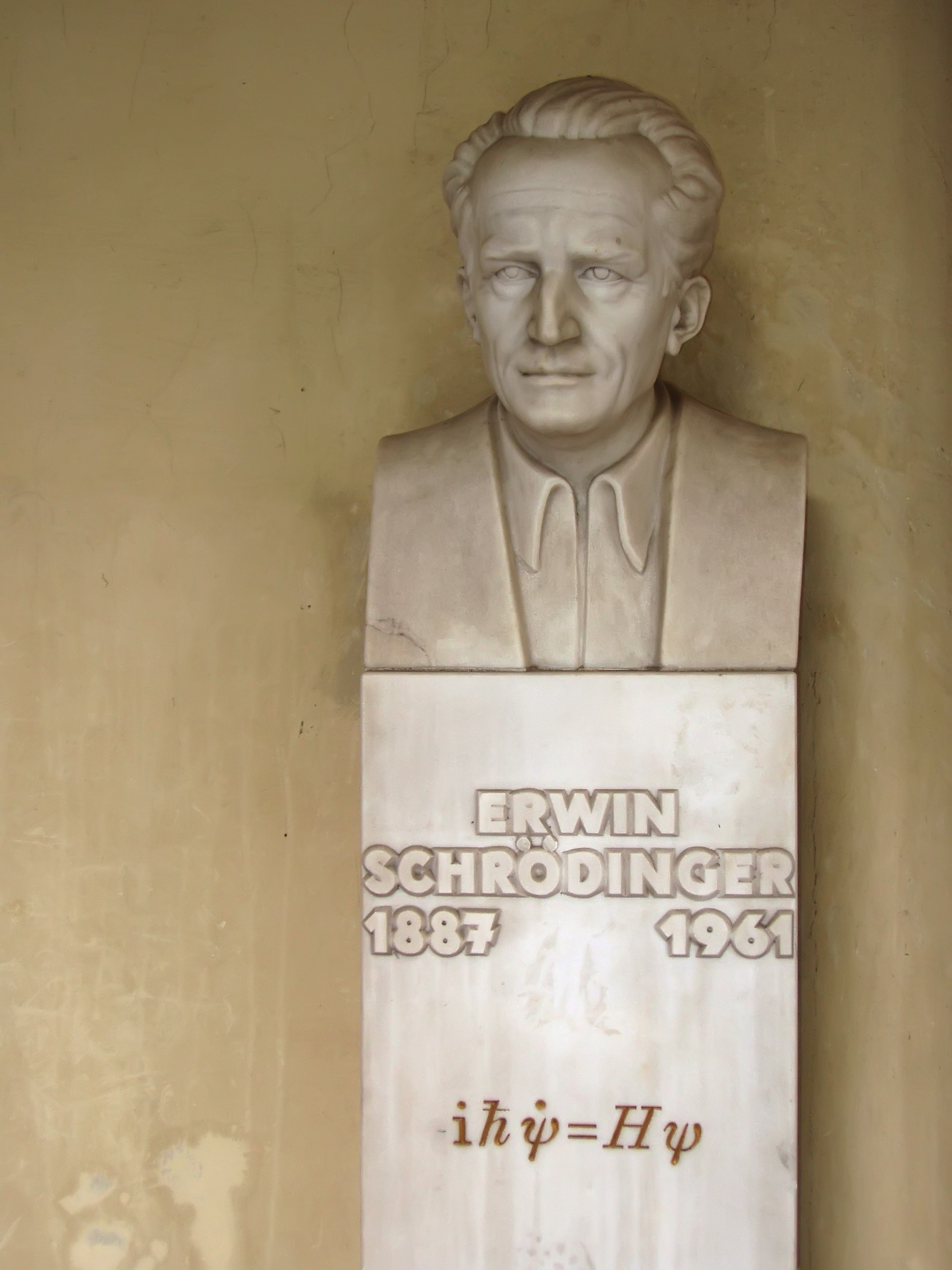
Busto di Schrödinger situato nel cortile dell'Università di Vienna. In epigrafe, la sua celebre equazione.

- Intitolazione di un cratere lunare e dell'asteroide 13092.